# Tamara Feldman
Tamara Feldman (ur. 5 grudnia 1980 w Wichicie) – amerykańska aktorka filmowa i telewizyjna. Z pochodzenia pół-Czirokezka i pół-Meksykanka.
Jest znana z ról Natalie Kimpton w serialu Seks, kasa i kłopoty (2007–2009), Poppy Lifton w serialu młodzieżowym Plotkara (2008–2009) oraz Marybeth w slasherze Topór (2006).